# 12 Dywizja Strzelców
12 Dywizja Strzelców – związek taktyczny piechoty Armii Czerwonej okresu wojny domowej w Rosji i wojny polsko-bolszewickiej.

## Formowanie i walki
12 Dywizja Strzelców została sformowana w kwietniu 1918 w Woroneżu jako Woroneska Dywizja Piechoty. 22 października została przemianowana na 12 Dywizję Strzelców. W składzie 8 Armii walczyła nad Donem i na Kubaniu. W lutym 1920 została włączona do 9 Armii, a w kwietniu został włączona w skład Frontu Zachodniego. W składzie 15 Armii podczas pierwszej ofensywy Tuchaczewskiego poniosła ogromne straty, sięgające 80% stanów osobowych. Wycofana na tyły i uzupełniona, została w lipcu 1920 przydzielona do 4 Armii i podczas drugiej ofensywy Tuchaczewskiego dotarła pod Brodnicę, gdzie została pokonana przez Grupę płk. Aleksandrowicza.
1 sierpnia 1920 dywizja liczyła w stanie bojowym 5534 żołnierzy z tego piechoty 4531. Na uzbrojeniu posiadała 81 ciężkich karabinów maszynowych i 26 dział.
Jej resztki zostały internowane w Prusach Wschodnich. Odtworzona w listopadzie 1920 brała udział w walkach z oddziałami atamana Petlury na Ukrainie.

## Struktura organizacyjna
Skład na dzień 1 sierpnia 1920:
- dowództwo dywizji
- 34 Brygada Strzelców
  - 100 pułk strzelców
  - 101 pułk strzelców
  - 102 pułk strzelców
  - dywizjon artylerii
- 35 Brygada Strzelców
  - 103 pułk strzelców
  - 104 pułk strzelców
  - 105 pułk strzelców
  - dywizjon artylerii
- 36 Brygada Strzelców
  - 106 pułk strzelców
  - 107 pułk strzelców
  - 108 pułk strzelców
  - dywizjon artylerii

W tym dniu dywizja posiadała 4500 „bagnetów”, 68 karabinów maszynowych, 24 3-calowe armaty dywizyjne wz. 1902 i 4 inne działa.

## Dowódcy dywizji
- A.G. Riewa (III 1920 – II 1921)